# Schwachgas
Schwachgase ist das niederkalorische Produkt der Vergasung mit autothermer Energiezufuhr (Luftvergasung). Allgemein wird das Produkt aus der Vergasung eines Vergasungsstoffs mit einem Vergasungsmittel als Vergasungsgas bezeichnet.  Der Heizwert des Schwachgases liegt zwischen 3800 kJ/m³ (STP) und 7100 kJ/m³ (STP).  Das gezielt hergestellte Brenngas enthält CO, H2, CH4,  (2–7 %) CO2 und 45–65 % N2.
Armgase weisen laut G. Wagener einen niedrigeren Heizwert auf.  Unter dem Begriff niederkalorische Gase (LCV – low calorific value – gas) lassen sich Gase der biologisch-enzymatischen, anaeroben Zersetzung von organischem Material wie Klärschlamm und Gülle (Faulgas, Biogas) oder auf Mülldeponien (Deponiegas) fassen.